# П'ятигорське
П'ятиго́рське (каз. Пятигорское) — село у складі Жаркаїнського району Акмолинської області Казахстану. Адміністративний центр та єдиний населений пункт П'ятигорської сільської адміністрації.
Населення — 382 особи (2021; 551 у 2009, 797 у 1999, 863 у 1989).
Національний склад станом на 1989 рік:
- росіяни — 45 %;
- українці — 28 %.

У радянські часи село називалось П'ятигорський.